# 신주 (동경도)
신주(信州)는 요나라가 동경도에 설치했던 주들중 하나로 창성군(彰聖軍)이라고도 불렸다. 발해의 안원부를 폐지하고 설치했다. 요 성종이 고려와 인접한 곳에 안원부를 두었다가 개태초에 중국인들을 정착시켜 주를 설치했다. 황룡부도부서사(黃龍府都部署司)가 주의 군정을 맡았다. 2현을 두었다. 쓰핑 시 궁주링 서북, 혹은 톄링 시, 카이위안 시에 있었다는 설이 존재한다. 원나라때 폐지되었다.
| 현명/주명 | 한자   | 대략적 위치             | 비고                                                                                                  |
| --------- | ------ | ----------------------- | --- |
| 무창현    | 武昌縣 | 쓰핑 시 궁주링 시 서북. | 발해 회복현(懷福縣)이었다. 평주제할사와 표산현(豹山縣)의 주민 1,000호를 이곳에 정착시켰다.            |
| 정무현    | 定武縣 |                         | 발해 표산현 땅이었다. 평주제할사와 유수현(乳水縣)주민들로 설치했다. 본래 이름은 정공현(定功縣)이었다. |